# Sportplatz Horn
Lo Sportplatz Horn è uno stadio calcistico situato a Horn, in Austria, nel quale gioca la formazione di Erste Liga dell'Horn.
Costruito tra il 1957 ed il 1958, ha una capienza di 3 600 spettatori, dei quali 1 100 a sedere.

## Storia
Lo stadio venne costruito in sostituzione del precedente impianto della Jahnwiese, nel quale il club giocava dal 1949. Inaugurato il 10 ottobre 1958, lo Sportplatz Horn è stato ristrutturato varie volte nel corso degli anni: nel 1972 venne aggiunto l'impianto d'illuminazione, nel 1977 vennero costruiti i nuovi ingressi con i botteghini.
In occasione della partita di ritorno dello spareggio per la promozione in Erste Liga contro il Wattens, l'8 giugno 2012, erano presenti circa 3 900 spettatori.

## Caratteristiche tecniche
Dal 2007, quando il club fu promosso in Regionalliga, sono stati effettuati i lavori di ampliamento delle tribune e di costruzione del settore VIP. La capienza, ora fissata intorno ai 3 600 posti, è ordinata come segue:
- 1 000 posti a sedere al coperto;
- 100 posti a sedere non coperti;
- 2 500 posti in piedi (non coperti);
- Settore VIP (al coperto).

L'impianto d'illuminazione, rinnovato nel 2007, è composto da 600 fari. Sono presenti cabine stampa, sei spogliatoi e lo spogliatoio degli arbitri. Il centro sportivo è completato da 5 campi per allenamento, dei quali 4 possiedono anche un impianto d'illuminazione.
Nella struttura si trovano anche il negozio ufficiale del club, tre bar e altri punti ristorazione, oltre al settore VIP. Presso lo stadio è possibile organizzare eventi di diversa natura.